# Рогово
Рогово (алб. Rogovë) је насељено место у општини Ђаковица, на Косову и Метохији. Према попису становништва из 2011. у насељу је живело 4.115 становника.

## Положај
Налази се источно од Ђаковице, поред Белог Дрима, на магистралном путу Ђаковица - Призрен, између места Зрзе и Бистражин (ка Ђаковици) и Велике и Мале Круше (ка Призрену).

## Историја
Село се помиње у Светоарханђелској хрисовуљи под истим именом. У турском попису из 1571. уписано је као село Рогово у нахији Домштици. У селу постоји џамија са натписом из 1580. године. По предању, сачуваном код Срба, подигнута је на месту старе цркве. У селу постоји и од Албанаца названа "најстарија кућа". То су остаци једне старе једнобродне цркве очуваних зидова, полуобличастог свода, прозора лучно засведених, украшених преплетом клесаног "уврћеног ужета", врата са засведеним луком, испод прозора је уграђена правоугаона плоча богато украшена клесаним мотивима у чијем је средишту крст.
У Горњем, Доњем и Девет кућа села Рогова били су засеоци насељени Србима. Све су их априла месеца 1941. године Албанци попалили и протерали. Године 1946. и касније, вратио се известан број српских породица и како-тако се скућио. Маја месеца 1999. године Албанци су им поново спалили домове и протерали их.
Почетком 1999. године, у месту је дошло до сукоба између припадника МУПа Србије и ОВКа.

## Становништво
Према званичним пописима, Рогово је имало следећи број становника:
| Националност   | 2011.          | 1981.          |
| Албанци        | 3.805 (92,47%) | 3.302 (99,85%) |
| Ашкалије       | 30 (0,73%)     | -              |
| Египћани       | 257 (6,25%)    | -              |
| Македонци      | -              | 1 (0,03%)      |
| Муслимани      | -              | 1 (0,03%)      |
| остали и друго | 23 (0,55%)     | 3 (0,09%)      |
| Укупно         | 4.115          | 3.307          |

| Демографија | Демографија | Демографија |
| Година      | Становника  | Становника  |
| ----------- | ----------- | ----------- |
| 1948.       | 1.199       |             |
| 1953.       | 1.362       |             |
| 1961.       | 1.800       |             |
| 1971.       | 2.553       |             |
| 1981.       | 3.307       |             |
| 1991.       | 3.731       |             |
| 2011.       | 4.115       |             |